# Pac-Man World 2
Pac-Man World 2 (パックマンワールド2 Pakkuman Wārudo Tsū?) är ett datorspel av Namco USA för Xbox, Nintendo GameCube, PlayStation 2, Game Boy Advance och Microsoft Windows som släpptes 2002. Liksom den ursprungliga Pac-Man World styr spelaren karaktären av Pac-Man i ett 3D-plattformsspel.